# 埃里克·斯波尔斯特拉
艾瑞克·瓊·史波爾史特拉（英語：Erik Jon Spoelstra，1970年11月1日—），美国篮球教练，现执教于NBA联盟邁阿密熱火隊。

## 教練生涯
2010賽季初，熱火隊組成了(三巨頭)的豪華陣容，受到外界很高的關注，但由於開季磨合不佳，戰績不理想，史波爾史特拉被很多媒體和專家點名不適任，飽受批評，而熱火隊在該賽季成功打進總決賽，卻以2-4 不敵經驗老到的達拉斯小牛隊，史波爾史特拉再度成為眾矢之的。不過在2011-2012賽季熱火成功奪得NBA總冠軍後，史波爾史特拉的形象開始好轉，這也是他擔任總教練後的第一座總冠軍。
2012-2013賽季熱火成功奪得NBA總冠軍後，這也是史波爾史特拉擔任總教練後的第二座總冠軍。2014年總冠軍賽，史波爾史特拉未能於第五戰以雷·阿伦取代表現有所下滑的馬利歐·查莫斯撃敗馬刺隊，熱火隊最終無緣三連霸。
邁阿密熱火2017/11/27作客出戰芝加哥公牛，雙方首節手感冰冷，客隊熱火更是慘到僅拿7分創下隊史首節新低，不過熱火手感在第二節開始回溫，終場以100:93獲勝。史波爾史特拉拿到執教生涯第450勝，賽後表示，「比賽如果一直像第一節，那觀眾將會要求退票。」
2017/12/17邁阿密熱火90比85擊敗洛杉磯快艇，斯波尔斯特拉拿下執教生涯455勝，超越現任熱火總裁帕特·萊利454勝，斯波尔斯特拉只花10季就達成此成就。
進入12月後狀態愈見火燙的熱火，2018/12/24靠著高命中率的優勢火力下，115比91重創魔術收下本季新高5連勝並回到5成勝率，更重要的是這是總教練斯波尔斯特拉執教生涯第500勝。
斯波尔斯特拉與熱火完成五年續約，他將至少執教到2025年賽季。2022-2023賽季，他成功帶領熱火以東區第七經附加賽一負一勝晉身季後賽後再完成「黑八奇蹟」，以4勝1負將全聯盟第一名密尔沃基雄鹿送回家放暑假，但熱火隊最終仍然於總冠軍賽失利。
斯波尔斯特拉的五年合約即將到期之際與熱火完成長期延長合約續約，總價值則由Adrian Wojnarowski報導，價值是8年超過1億2000萬美金。

## 主教练战绩
| 隊伍 | 年份    | 常規賽 | 常規賽 | 常規賽 | 常規賽 | 常規賽         | 季後賽        |
| 隊伍 | 年份    | 比賽   | 勝     | 負     | 勝率   | 排名           | 季後賽        |
| ---- | ------- | ------ | ------ | ------ | ------ | -------------- | ------------- |
| MIA  | 2008-09 | 82     | 43     | 39     | .524   | 东南赛区第三名 | 第一轮失利    |
| MIA  | 2009-10 | 82     | 47     | 35     | .573   | 东南赛区第三名 | 第一轮失利    |
| MIA  | 2010-11 | 82     | 58     | 24     | .707   | 东南赛区第一名 | 总决赛失利    |
| MIA  | 2011-12 | 66     | 46     | 20     | .697   | 东南赛区第一名 | 赢得NBA总冠军 |
| MIA  | 2012-13 | 82     | 66     | 16     | .805   | 东南赛区第一名 | 赢得NBA总冠军 |
| MIA  | 2013-14 | 82     | 54     | 28     | .659   | 东南赛区第一名 | 總決賽失利    |
| MIA  | 2014-15 | 82     | 37     | 45     | .451   | 东南赛区第三名 | 未進入季後賽  |
| MIA  | 2015-16 | 82     | 48     | 34     | .585   | 东南赛区第一名 | 第二轮失利    |
| MIA  | 2016-17 | 82     | 41     | 41     | .500   | 东南赛区第三名 | 未進入季後賽  |
| MIA  | 2017-18 | 82     | 44     | 38     | .537   | 东南赛区第一名 | 第一轮失利    |
| MIA  | 2018-19 | 82     | 41     | 41     | .500   | 东南赛区第三名 | 未進入季後賽  |
| MIA  | 2019-20 | 73     | 44     | 29     | .603   | 东南赛区第一名 | 总决赛失利    |
| MIA  | 2020-21 | 72     | 40     | 32     | .556   | 东南赛区第二名 | 第一轮失利    |
| MIA  | 2021-22 | 82     | 53     | 29     | .646   | 东南赛区第一名 | 東區決賽失利  |
| MIA  | 2022-23 | 82     | 44     | 38     | .537   | 东南赛区第一名 | 總決賽失利    |
| MIA  | 2023-24 | 82     | 46     | 36     | .561   | 东南赛区第二名 | 第一轮失利    |
| MIA  | 2024-25 | 82     | 37     | 45     | .451   | 东南赛区第三名 | 第一轮失利    |
| 總計 | 總計    | 1359   | 787    | 572    | .587   |                |               |

## 外部連結
- Coachspo.com/ （页面存档备份，存于）
- Kevin Arnovitz, "The Mystery Guest Arrives,"（页面存档备份，存于） ESPN.com, June 1, 2011.
- Rafe Bartholomew, "Spoelstra in the Philippines," （页面存档备份，存于） Grantland.com, September 28, 2011.

| 前任： 帕特·萊利 | 邁阿密熱火主教练 2008–今 | 繼任： 現任 |